# Mitsume ga Tooru (манга)
Mitsume ga Tooru  (яп. 三つ目がとおる мицумэ-га то:ру, «Трёхглазый идёт») — японская манга, автором которой является Осаму Тэдзука. Публиковалась издательством Kodansha в журнале Weekly Shōnen Magazine с 7 июля 1974 по 19 марта 1978 года. Манга наряду с другой работой Тэдзуки — Black Jack получила премию Коданся в 1977 году. По мотивам манги был выпущен ТВ-спэшл в 1985 году и аниме-сериал, который транслировался по телеканалу TV Tokyo с 18 октября 1990 года по 26 сентября 1991 года. Всего выпущено 48 серий аниме. Сериал также транслировался на территории Англии, Филиппинах и Тайване. По мотивам манги была выпущена игра Mitsume ga Tooru.

## Сюжет
Сюжет разворачивается вокруг мальчика по имени Сяраку, который принадлежит таинственной древней сверх-расе трёхглазых людей, которая на заре истории человечества создала высокоразвитую цивилизацию. Сам Сяраку должен прятать свой третий глаз под пластырем при остальных людях и чтобы разгадать тайну его скрытой силы, должен изучить древние писания оставшихся руин, которые размещены в Аризоне, острове Пасхи и Мексике.

## Роли озвучивали
- Кадзуэ Икура — Сяраку Хосукэ
- Кэньити Огата — Хигэоядзи
- Мэгуми Тано — Осаму
- Наоко Мацуи — Вато Тиёко
- Сё Хаями — Кидо
- Сюнсукэ Сима — Кэнмоти